# X-Men: Mutant Apocalypse
X-Men: Mutant Apocalypse es un videojuego de acción de desplazamiento lateral (side-scrolling) publicado por Capcom para la consola casera Super Nintendo Entertainment System en 1994. Está basado en la serie de cómics X-Men y basa principalmente en la serie animada que fue emitido durante la década de 1990. Se considera como uno de los mejores juegos de los X-men.

## Jugabilidad
El jugador toma el control de cinco X-Men que debe rescatar a sus compañeros mutantes de su cautiverio en el complejo isla Genosha. Cada personaje tiene una misión específica que deben cumplir. Al comienzo de cada etapa, el Profesor X emite una orden que los X-Men deben completar para terminar sus misiones, pero los niveles se pueden jugar en cualquier orden. Después, Apocalipsis (y más tarde, Magneto) aparece con la intención de destruir Genosha. En este caso, las misiones son compartidos por todos los personajes que el jugador puede elegir qué personaje es el más adecuado para la misión actual.
Héroes
- Cyclops - Produce poderosos rayos ópticos de sus ojos, lo que lo obliga usar una visera especial en todo momento.

- Wolverine - Un brusco mutante que posee agudo sentidos de los animales, el aumento de las capacidades físicas y las garras de adamantium.

- Psylocke - La única mujer X-Men en el juego, ella puede usar sus poderes telepáticos para formar una 'hoja psíquica "con los puños. Ella tiene la mayoría de las técnicas de todos los personajes jugables.

- Beast – Posee una fuerza física sobrehumana y agilidad.

- Gambit - Tiene la capacidad de manipular la energía cinética y también es experto en lanzamiento de naipes, y el uso de un bastón

Villanos
- Magistrados de Genosha - Los enemigos comunes Algunos están armados con armas tales como granadas, cuchillos y armas de fuego.

- Sentinels – Otra clase de enemigo que el jugador tiene que enfrentar, son robots de distintos tamaños. Hay tres centinelas jefes: Wolverine lucha contra un centinela gigante que está todavía sin terminar. Psylocke lucha contra un centinela en un ascensor al final de su etapa, y Bestia combate contra tres centinelas en un combate de cuerpo a cuerpo.

- Brood - Una raza como parásitos, son insectos extraterrestres que poseen alas, colmillos, dientes y una cola de picadura. Tienen una mentalidad de colmena y solo piensan en seguir su reina.

- Brood Queen- - El líder de los Brood y uno de los jefes que los X-Men que deben enfrentar.

- Tuskettes – Son los secuaces de Tusk, atacan aferrándose a sus víctimas de manera violenta.

- Tusk - Un poderoso mutante que tiene una fuerza sobrehumana y la capacidad de crear pequeñas copias de sí mismo que obedecen sus órdenes, llamado "Tuskettes".

- Apocalypse - La mente maestra detrás de los supuestos eventos en Genosha.

- Omega Red - Él aparece como la simulación de realidad virtual para probar a los X-Men sus habilidades en la Sala de Peligro.

- Juggernaut - Al igual que Omega Rojo, su figura es como una simulación de realidad virtual en la Sala de Peligro.

- Acolytes - Sólo aparece en el último nivel del juego, pueden teletransportarse alrededor de la habitación lanzan fuego de energía en contra del jugador. Tienen una gran resistencia a los golpes.

- Éxodus - Guardian de Magneto a bordo del Avalon. Éxodus puede teletransportarse por la sala y lanzar rayos láser por sus ojos. Éxodus también puede convocar Acolytes para ayudarle en la batalla. Cuando la mitad de su salud se ha ido, Éxodo se retirará de la batalla.

- Magneto - El jefe final del juego. Magneto reside en su colonia espacial personal "Avalon" y utiliza los poderes magnéticos lanzando al jugador pequeños trozos de metal.